# Rottenbach (Königsee)
Rottenbach – dzielnica miasta Königsee w Niemczech, w kraju związkowym Turyngia, w powiecie Saalfeld-Rudolstadt. Do 30 grudnia 2012 samodzielna gmina.

## Zabytki
- Klasztor Paulinzella